# Emil Zimmermann (Politiker, 1885)
Emil Zimmermann (* 27. Februar 1885 in Deuben; † 22. Januar 1966 in Radebeul) war ein deutscher Politiker (SPD, USPD, SED) und Landtagsabgeordneter im Oldenburgischen Landtag.

## Leben und Wirken

### Frühe Jahre
Zimmermann war der Sohn des Bergarbeiters Friedrich Wilhelm Zimmermann. Er besuchte die Volksschule und wurde bereits während seiner Lehre als Dreher 1902 Mitglied der Gewerkschaft. Im Folgejahr, in dem er die Lehre abschloss und auch 18 Jahre alt wurde, trat er der SPD bei.
Während seiner Wanderjahre kam Zimmermann nach Hamburg, wo er auf der Werft von Blohm + Voss arbeitete. Auch hier wurde er in gewerkschaftlichen Funktionen aktiv und war ab 1910 Vertrauensmann des Metallarbeiterverbandes auf der Werft. Von 1910 bis 1914 gehörte er ebenfalls dem Vorstand des SPD-Ortsvereins Hamburg-Uhlenhorst. Für die Reichstagswahl 1912 engagierte er sich im Agitationskomitee. Bei einem sechs-wöchigen Hafenarbeiterstreik 1913 wurde er in die Streikleitung gewählt.

### Im Ersten Weltkrieg und in der Weimarer Republik
Während des Ersten Weltkriegs diente Zimmermann bei der Kaiserlichen Marine als Heizer auf den Großen Kreuzern Seydlitz und Lützow. Später wurde er zur Torpedowerft nach Wilhelmshaven kommandiert. Erneut wurde er hier wieder in der SPD und darüber hinaus im Deutschen Metallarbeiterverband (DMV) aktiv. Als die Novemberrevolution Wilhelmshaven erreichte, trat Zimmermann an die Spitze der revolutionären Arbeiterbewegung. Auf der Massenversammlung am späten Nachmittag des 6. November 1918, auf der die Wahlen zum Landesarbeiterrat für Wilhelmshaven, Oldenburg und Ostfriesland stattfanden, wurde Zimmermann zu dessen 1. Vorsitzenden gewählt. Weiterhin war er in dessen von Soldaten dominierten Lenkungsorgan „21er“-Rat als 2. Vorsitzender unter Bernhard Kuhnt tätig. Als am 10. November 1918 der „21er“-Rat vor rund 100.000 Demonstranten in Wilhelmshaven die Nordseestation und alle umliegenden Inseln und Marineteile sowie das dazugehörige ganze Oldenburger Land zur sozialistischen Republik Oldenburg/Ostfriesland und die Absetzung des Großherzogs von Oldenburg erklärte, war Zimmermann einer der Hauptredner. Im Dezember 1918 ging er als Delegierter der Fraktion der Vereinigten revolutionären Arbeiter und Soldaten zum Reichsrätekongress nach Berlin.
Unter dem Eindruck der Diskussion im „21er“-Rat orientierte sich Zimmermann immer weiter nach links und gründete Anfang Januar 1919 zusammen mit Bernhard Kuhnt die radikalere USPD im Raum Rüstringen/Wilhelmshaven. Die Partei scheiterte allerdings mit ihrer Liste bei der Wahl zur verfassungsgebenden Nationalversammlung am 19. Januar 1919. Bei den Wahlen zum oldenburgischen Landtag war Zimmermann allerdings erfolgreich und saß von Juni 1920 bis 1922 als Abgeordneter Mitglied der USPD-Fraktion dieses Gremiums. Von 1919 bis 1923 war er außerdem Ratsherr und Magistratsmitglied in Rüstringen.
Ab März 1920 bis 1933 arbeitete Zimmermann als Geschäftsführer des Metallarbeiterverbands in Rüstringen beziehungsweise Wilhelmshaven. Am 1. März 1920 wurde er außerdem hauptamtlicher Kassierer des Verbandes und folgte 1924 Hermann Bäuerle im Amt des 1. Bevollmächtigten in der Ortsverwaltung.
Im September 1922 nahm Zimmermann am Sonderparteitag der USPD in Gera teil und trat im gleichen Monat zusammen mit einer Vielzahl weiterer USPD-Delegierter zur SPD über, um ebenfalls noch im September 1922 an deren Vereinigungsparteitag in Nürnberg teilzunehmen. Für die SPD saß Zimmermann, als Abgeordneter mit großer politischer Erfahrung und bemerkenswertem Redetalent, dann von 1922 bis 1933 weiterhin im Oldenburgischen Landtag. Zwischen 1928 und 1931 war Zimmermann dann auch Präsident des 4. Landtags des Freistaats Oldenburg.

### In der Zeit des Nationalsozialismus
Am 2. Mai 1933 wurde Zimmermann von den Nationalsozialisten, die bereits seit Mai 1931 im Freistaat Oldenburg die Regierung führten, gewaltsam aus seinen Ämtern entfernt und wenige Tage später in politische Schutzhaft genommen.
Auf Veranlassung des Gauleiters und oldenburgischen NS-Ministerpräsidenten Carl Röver kam er unter der Auflage, Oldenburg sofort zu verlassen, wieder frei. Zimmermann ging daraufhin zurück nach Sachsen und führte in Dresden ein Manufakturgeschäft, das als einer der Treffpunkte für illegale Partei- und Gewerkschaftsarbeit während der Zeit des NS-Regimes galt. Bei dem Bombenangriff auf Dresden am 13. Februar 1945 wurden auch Zimmermanns Wohnung und Geschäftsräume zerstört. Nach dem Zusammenbruch der NS-Herrschaft, den Zimmermann als Befreiung empfand, arbeitete er wieder für die SPD, nach der Zwangsvereinigung im April 1946 auch für die SED. Aus der Partei wurde er jedoch wegen sozialdemokratischer Abweichung ausgeschlossen.
Seinen Lebensabend verbrachte er in seinem Wochenendhaus auf dem Gelände des Bilzbads in Radebeul. Im Januar 1966 starb Zimmermann in Radebeul.

## Familie
Zimmermann heiratete am 2. November 1911 Emma Luise Schimmler (1891–1973) aus Mecklenburg. Aus der Ehe ging eine Tochter hervor.